# Бродюк, Владимир Владимирович
Влади́мир Влади́мирович Бродю́к (4 сентября 1920, Старая Русса, ныне Новгородская область — 29 мая 1946, Мурманская область) — Герой Советского Союза, командир взвода разведки 2-го батальона 12-й Краснознамённой бригады морской пехоты Северного флота.

## Биография
Владимир Владимирович Бродюк родился 4 сентября 1920 года в городе Старая Русса в семье рабочего. Получил среднее образование, владел немецким языком. Член ВКП(б) с 1943 года.
С 1939 года в рядах ВМФ. Вступив в 1-й добровольческий отряд морской пехоты Северного флота, в июне 1941 года Владимир Бродюк, будучи помощником командира взвода пулемётной роты 12-й бригады морской пехоты, отличился при обороне высоты на Мурманском направлении. В ходе боя уцелели лишь помкомвзвода и второй номер пулемёта, которые удерживали сопку до тех пор, пока к ним на помощь не пришёл батальон морской пехоты, уничтожив при этом 214 солдат противника. С 14 июля по начало августа участвовал в десантной операции в губе Большая Западная Лица. За эти бои Владимир Бродюк был награждён орденом Ленина. Ему доверили командование пулемётным взводом.
В мае 1942 года взвод уничтожил 180 гитлеровцев в ходе второй десантной операции в губе Большая Западная Лица.
Через несколько дней, возвращаясь из разведки, Владимир Бродюк обнаружил группу вражеских корректировщиков артиллерийского огня и уничтожил их. Ему было присвоено звание младшего лейтенанта. Бродюк стал командовать взводом разведки.
Всего с 1942 по 1944 годы Владимир Бродюк 36 раз отправлялся за линию фронта, доставляя ценные сведения о дислокации войск и уничтожая солдат противника.
В октябре 1944 года, к началу наступления советских войск на Крайнем Севере, 19-й горнострелковый корпус противника оборонял полосу шириной около 60 км. За время оккупации здесь была создана мощная оборона из трёх оборонительных полос, две из которых проходили по западным берегам рек Титовка и Петсамо-Йоки. Продвижению советских войск мешала немецкая крупнокалиберная батарея. Взвод Бродюка отправился в район хребта Муста-Тунтури, по которому шли оборонительные укрепления противника на полуострове Среднем и, обнаружив батарею, уничтожил её.
Утром 10 октября 1944 года на перешейке полуострова Средний перешла в наступление 12-я бригада морской пехоты. Встретившись с 63-й бригадой морской пехоты, они продолжили наступление на Петсамо. На высоте 264,3 противник оказал ожесточённое сопротивление. Здесь размещался штаб «Норд», руководивший действиями горного корпуса. Уничтожение штаба поручили взводу Владимира Бродюка, дополнив его добровольцами. 12 октября, под прикрытием артиллерии, моряки атаковали опорный пункт противника. Уничтожив 35 солдат и взяв в плен 11, они разгромили более десяти огневых точек и миномётную батарею, значительно меньшими силами. Не дожидаясь подхода основных сил, взвод Бродюка преследовал отступающего противника и ворвался на высоту 388. Здесь был уничтожен опорный пункт, взорвана артбатарея, захвачены несколько складов с военным имуществом. На следующий день, 15 октября, 12-я бригада морской пехоты с частями 14-й армии освободила Петсамо.
Указом Президиума Верховного Совета СССР от 5 ноября 1944 года Владимиру Владимировичу Бродюку было присвоено звание Героя Советского Союза с вручением ордена Ленина и медали Золотая Звезда (№ 5069).

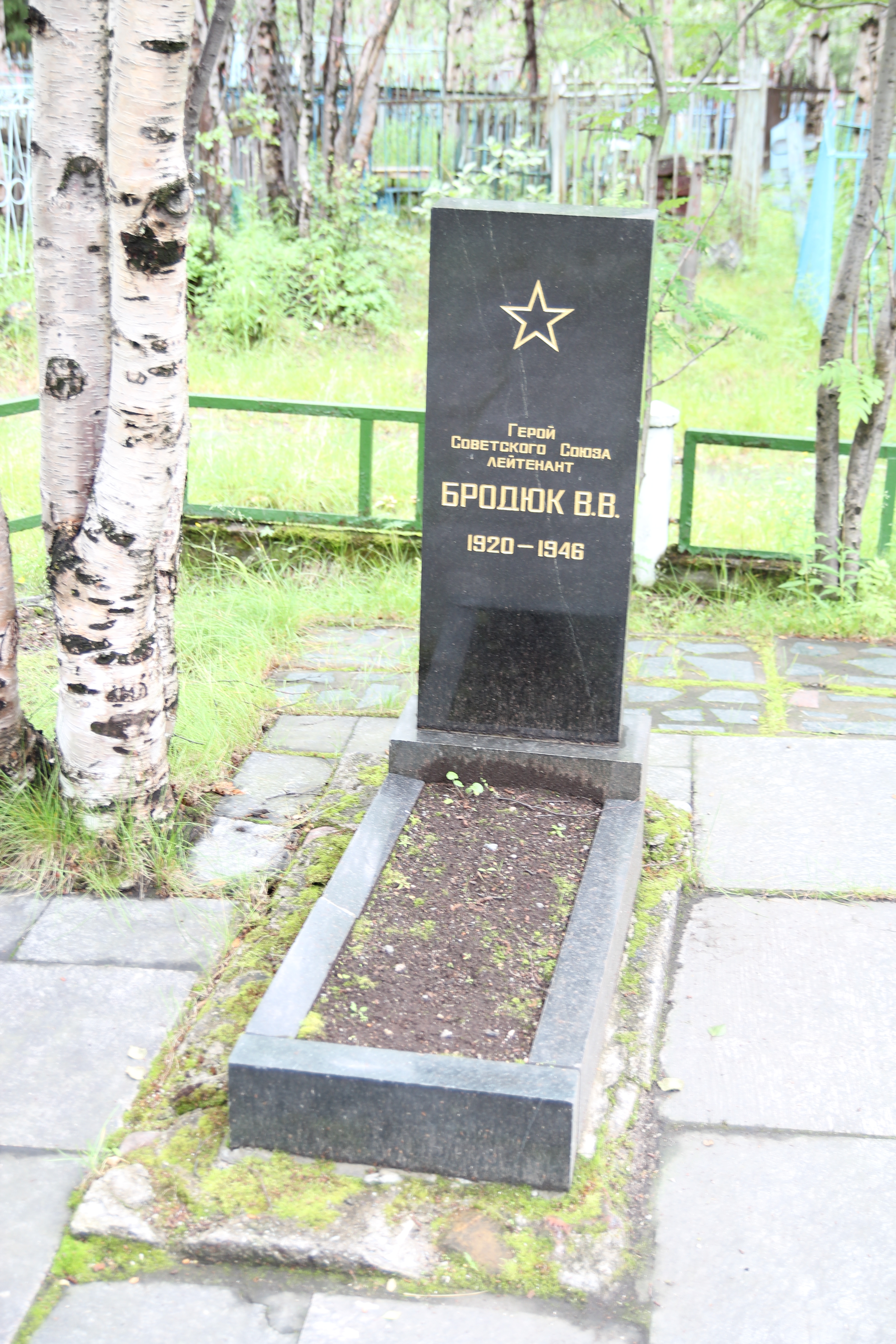
Могила Бродюка

После окончания ВОВ продолжил службу в рядах советской армии. 29 мая 1946 года Владимир Владимирович Бродюк трагически погиб. Похоронен в Мурманске на воинском кладбище.
Именем Владимира Бродюка названа улица в городе Мантурово Костромской области.
Бюст Героя Советского Союза В. Бродюка установлен на Аллее Героев в Парке Победы в городе Старая Русса.